# Raphia approximata
Raphia approximata är en fjärilsart som beskrevs av Alphéraky 1887. Raphia approximata ingår i släktet Raphia och familjen nattflyn. Inga underarter finns listade.